# Septfontaines (ville de Luxembourg)
Pour les articles homonymes, voir Septfontaines.
Septfontaines (en luxembourgeois : Siwebueren , en allemand : Siebenbrunnen) est un lieu-dit de la commune luxembourgeoise de Luxembourg située dans le canton de Luxembourg.
Situé dans le quartier de Rollingergrund / Belair-Nord, ce lieu-dit abrite le château de Septfontaines.